# نور بن مجاهد السمروني
الأمير نور بن مجاهد بن علي بن عبدالله المريحاني  (بالهراري : አሚር ኑር) (توفي 1567)، هو أبن الوزير مجاهد الذي كان أحد وزراء الإمام أحمد بن إبراهيم الغازي والذي غزا مملكة الحبشة وطارد ملكها لبنا دنجل حتى مات مغمومًا حزينًا، وخلفه ابنه جيلاوديووس الذي استعان بالبرتغاليين وتمكن من هزيمة الإمام أحمد وقتله في بداية عام (1543م)، وبموته انهارت المقاومة الإسلامية التي تزعمها هذا الإمام، وبدأ الانهيار الفعلي لسلطنة عدل التي كانت تقود هذه المقاومة من مدينة هرر مركز الإمام، وحاولت أرملته وبعض وزرائه الانتقام من الأحباش واستعادة نفوذهم الذي ضاع في ممالك دوارو وفطجار وبالى ولكنهم هزموا. ورغم ذلك لم يهدأ المسلمون والتفوا حول نور بن الوزير مجاهد ابن أخت الإمام أحمد وانتخبوه إمامًا لهم في عام (1552م) وأسموه صاحب الفتح الثاني. فقد قام هذا القائد أو هذا الإمام الجديد. بتحصين مدينة هرر التي كانت منذ عهد الإمام أحمد مركزًا للمقاومة الإسلامية ضد الأحباش، وبنى حولها سور دفاعي لايزال يحيط بها إلى الآن، وكانت محاولاته في غزواته الأولى غير موفقة، ولكن
سرعان ما تغير الموقف عندما أصبحت مملكة الحبشة مهددة بزحف قبائل الجالا جنوبًا ومن الشمال بواسطة الأتراك العثمانيين. وكانت قبائل الجالا الوثنية قد انتهزت فرصة الفراغ السياسي الذي حدث في المنطقة بعد مقتل الإمام أحمد وأغارت على دوارو وبالى في عام (1547م)، وهاجمت جنوب الحبشة وتوغلت فيها، وفي الوقت نفسه تمكن العثمانيون على مصوع وحرقيقو وتوغلوا داخل أريتريا، بينما كان نور بن مجاهد يعزز قواته، اشتبك مع قوات ملك الحبشة جلاوديوس في معركة انتصر فيها نور انتصارًا مبينًا؛ حيث هزم قوات هذا الملك الحبشي وقتله في (مارس عام 1559م)، واسترد كثيرًا من الممالك الإسلامية التي كانت قد وقعت تحت نير الأحباش بعد مقتل الإمام أحمد جران؛ ولذلك سمَّاه المسلمون الزيالعة بصاحب الفتح الإسلامى.